# دهستان نوبی
دهستان نوبی (به لاتین: Nubi Gewog) یک دهستان در کشور بوتان است که در ناحیهٔ ترونگسا واقع شده‌است. دهستان نوبی ۵۵۴٫۴ کیلومتر مربع مساحت دارد.